# Turen til Squashland
Turen til Squashland è un cortometraggio del 1967 scritto e diretto da Lars von Trier.